# Dousha
Dousha (kinesiska: 豆沙, 豆沙镇) är en köping i Kina. Den ligger i provinsen Yunnan, i den sydvästra delen av landet, omkring 360 kilometer nordost om provinshuvudstaden Kunming. Antalet invånare är 22 572. Befolkningen består av 10 547 kvinnor och 12 025 män. Barn under 15 år utgör 22,0 %, vuxna 15-64 år 69 %, och äldre över 65 år 7,0 %.
Genomsnittlig årsnederbörd är 1 157 millimeter. Den regnigaste månaden är juli, med i genomsnitt 289 mm nederbörd, och den torraste är december, med 11 mm nederbörd.